# 顶生碗蕨
顶生碗蕨（学名：Dennstaedtia appendiculata）为姬蕨科碗蕨属下的一个种。

## 扩展阅读
- 維基物種上的相關：顶生碗蕨